# Лазарев Олександр Сергійович
Лазарев Олександр Сергійович (рос. Лазарев Александр Сергеевич; 3 січня 1938 — 2 травня 2011) — радянський і російський актор театру і кіно. Народний артист РРФСР (1977). Лауреат Державної премії СРСР (1977). Чоловік народної артистки Росії Світлани Немоляєвої, батько актора Олександра Олександровича Лазарева.

## З життєпису
Закінчив Школу-студію МХАТ (1959). Працював в Московському академічному театрі ім. В. Маяковського.
Популярний актор радянського кіно 60-80-х років («Ще раз про любов» (1968) та ін.). Знявся у низці картин українських кіностудій.

## Фільмографія
- «Вільний вітер» (1961, Янго)
- «Викликаємо вогонь на себе» (1964, Федір Семенович Данченко, командир партизанського загону)
- «Відплата» (1967, німецький військовий лікар)
- «Ще раз про любов» (1968, Електрон Євдокимов, фізик)
- «Портрет Доріана Грея» (1968, телеспектакль; Безіл Холлуорд)
- «Квіти запізнілі» (1970, лікар Микола Семенович Топорков)
- «Смертний ворог» (1971, Олександр Гнатович Ящуров, чоловік Анни)
- «Чорні сухарі» (1971, епізод)
- «Що робити?» (1971, автор)
- «Сімнадцятий трансатлантичний» (1972, Лухманов, капітан транспорту «Кузбас»; Кіностудія ім. О. Довженка, Одеська кіностудія)
- «За все у відповіді» (1972, Олександр Машков, фізик)
- «Дмитро Кантемір» (1973, Петро I)
- «За годину до світанку» (1973, Державін, командир бронепоїзда)
- «Зірка екрану» (1974, Ігор Греков, режисер картини)
- «Час її синів» (1974, Іван Трохимович Гуляєв, лікар-онколог, кандидат медичних наук, молодший із братів)
- «На ясний вогонь» (1975, підпільник)
- «Таке коротке довге життя» (1975, Костянтин Матвійович Калугін («Очікування», «Листи», «Вчитель»)
- «Хлопчик зі шпагою» (1975, Анатолій Опанасович Артем'єв, директор школи)
- «Ходіння по муках» (1977, поручик Жадов)
- «Ризик — благородна справа» (1977, Лістов)
- «Власна думка» (1977, Константинов, секретар парткому)
- «Оксамитовий сезон» (1978, Анрі Ламер)
- «Де ти був, Одіссею?» (1978, граф фон Варбург Троттенвальц, бригадефюрер СС; Одеська кіностудія)
- «Вигідний контракт» (1979, генерал КДБ Олександр Трегубовч; Кіностудія ім. О. Довженка)
- «Крізь терни до зірок» (1980, Віктор Климов)
- «Вечірній лабіринт» (1980, начальник)
- «Казка, розказана вночі» (1981, розбійник, теж Петер Мунк)
- «Владивосток, рік 1918» (1982, Джоліон)
- «Інспектор Лосєв» (1982, Михайло Олександрович Зурих, організатор тіньових економічних структур; Кіностудія ім. О. Довженка)
- «Бережіть чоловіків!» (1982, Георгій Ілліч Граф, шанувальник Марфи)
- «Божевільний день інженера Баркасова» (1983, доктор)
- «Демідови» (1983, Петро I)
- «Останній крок» (1984, Карцев)
- «Челюскінці» (1984, О. Ю. Шмідт, начальник експедиції)
- «Стрибок» (1985, Дмитро; Кіностудія ім. О. Довженка)
- «Діти сонця» (1985, Дмитро Вагін, художник)
- «Дивна історія доктора Джекіла і містера Хайда» (1985, Леньон)
- «Дайте нам мужчин!» (1985, ректор; Одеська кіностудія)
- «Таємний посол» (1986, Петро Перший)
- «Таємничий в'язень» (1986, імператор Олександр II)
- «По головній вулиці з оркестром» (1986, Валентин Романовський, завідувач кафедри)
- «У Криму не завжди літо» (1987, Микола Семашко; Одеська кіностудія)
- «Пригоди Квентіна Дорварда, стрілка королівської гвардії» (1988, Людовик XI)
- «Не зійшлися характерами» (1989, Роман, чоловік Наталії)
- «Арбатський мотив» (1990, Петро Валентинович, син Віри Василівни, вчений-марксист)
- «Тінь, або Може бути, все обійдеться» (1991, лікар)
- «Veniks. Підлогові щітки» (1991, Клебер Карльє)
- «Дрібниці життя» (1992, т/с; Ігор Андрійович Шведов, модельєр)
- «За що?» (1995, губернатор Царіцина; Росія—Польща)
- «Бременські музиканти & Co» (2000, Старий Пес)
- «З новим щастям! 2. Поцілунок на морозі» (2001, т/с; професор Куропатов, дідусь Лєночки)
- «Наречена поштою» / Mail Order Bride (2003, картяр № 1; Росія—США)
- «Конвалія срібляста» (2004, Мансуров, народний артист СРСР)
- «Смерть Таїрова» (2004, Олександр Сергійович, старий директор / Челіонаті)
- «Карнавальна ніч 2» (2006, гравець на ложках № 1)
- «Тринадцять місяців» (2008, Микола Миколайович; Україна)
- «Енігма» (2010, Веніамін Карлович Петракович, професор) та ін.